# Yushima Seidō

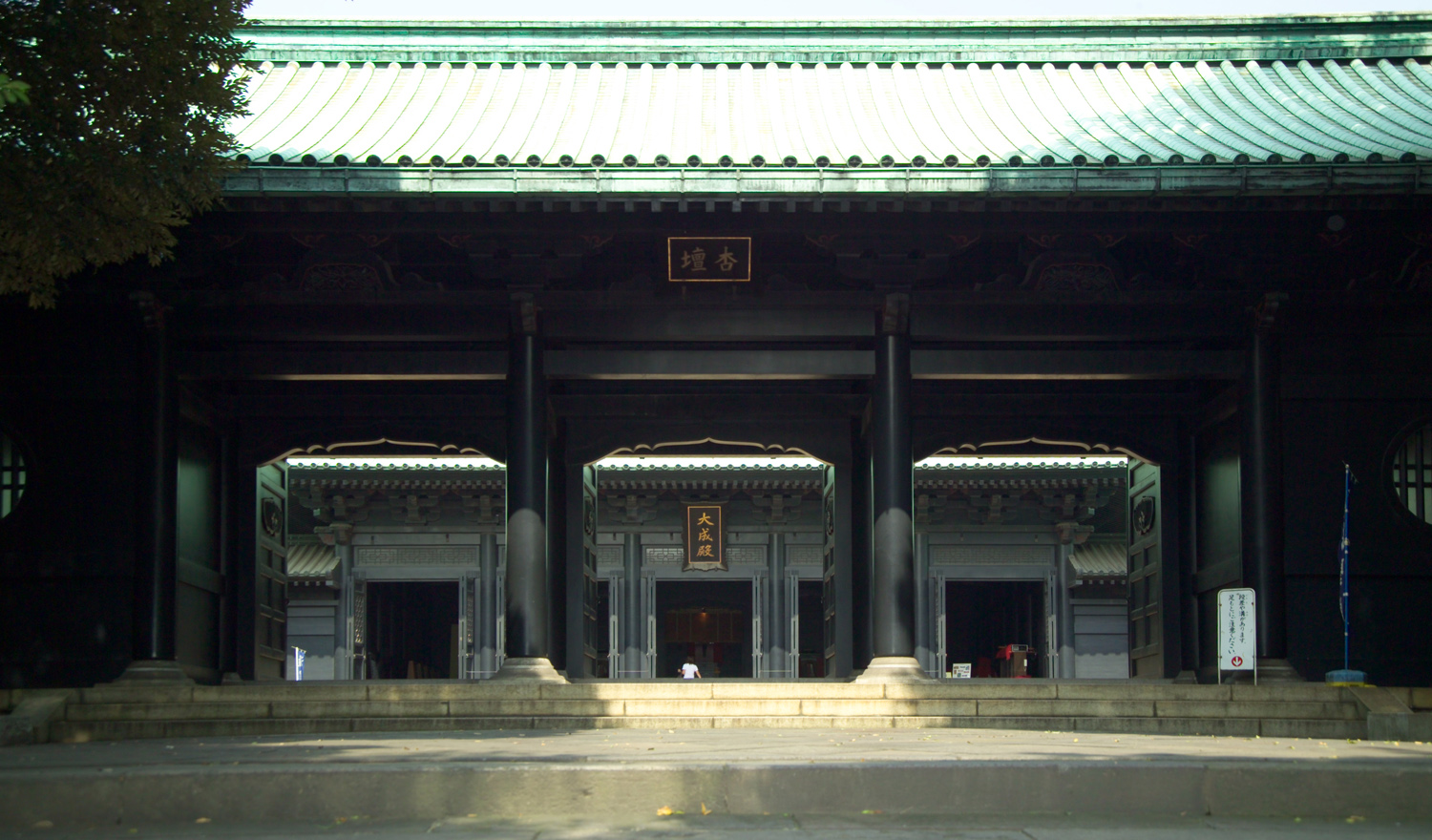
Entrée du Yushima Seidō reconstruit.

Le Yushima Seidō (湯島聖堂) est un temple confucéen situé dans l'arrondissement de Bunkyō à Tokyo. Il est à l'origine bâti durant l'ère Genroku (fin du XVIIe siècle) mais est détruit lors du grand séisme de 1923 de Kantō. Le temple d'aujourd'hui est une reconstruction moderne.

## Centre de formation des bureaucrates du shogunat Tokugawa

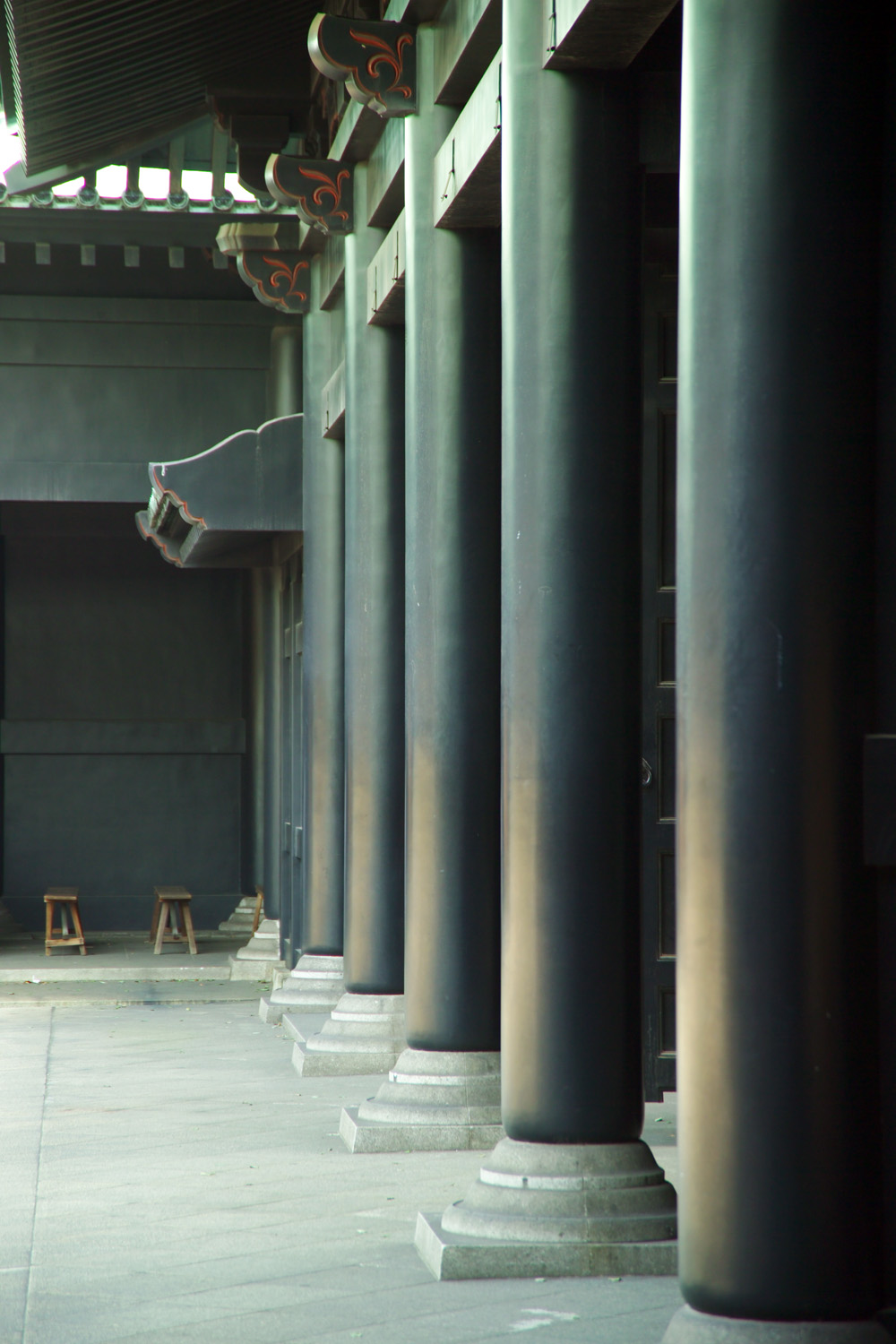
Colonnes du Yushima Seidō reconstruit.

Le Yushima Seidō est à l'origine un temple privé nommé Sensei-den (先聖殿) et construit en 1630 par le lettré néo-confucéen Hayashi Razan (1583-1657) sur sa propriété de Shinobi-ga-oka (aujourd'hui dans le parc d'Ueno). Le cinquième shogun, Tokugawa Tsunayoshi, déplace l'édifice jusqu'à son emplacement actuel en 1690 où il est renommé Taiseiden (大成殿) de Yushima Seidō. L'école confucéenne des Hayashi se déplace en même temps.
Après la promulgation de l'édit de Kansei en 1790, qui fait du Néo-Confucianisme la philosophie officielle du Japon, l'école Hayashi devient publique et passe sous le contrôle du shogunat en 1797. L'école est connue sous le nom de Shōhei-zaka Gakumonsho ou Shōheikō d'après le lieu de naissance de Confucius, Changping (昌平, prononcé Shōhei en japonais). Pendant l'ère du shogunat Tokugawa, l'école attire beaucoup d'élèves talentueux mais ferme en 1871 après la restauration de Meiji.

### Daigaku-no-kami
Le titre de Daigaku-no-kami est attribué au chef du système éducatif du gouvernement. Il est conféré pour la première fois par le shogun en 1691 lorsque l'académie néo-confucéenne emménage sur des terres fournies par le shogunat à Yushima. Pendant les années suivantes, ce titre devient héréditaire pour les dix générations suivantes.
Au début de l'époque d'Edo, le seidō, ou « hall des sages », confucéen est installé à Shinobugaoka, mais en 1691, il est installé au sommet d'une colline dans le quartier de Yushima à Edo. Les chefs héréditaires daigaku sont les suivants :
- Fondateur : Hayashi Razan (1583-1657), autrefois nommé Hayashi Nobukatsu, aussi connu sous le nom de Dōshun (1er fils de Nobutoki)[3].
- Fils du fondateur : Hayashi Gahō (1618-1688), autrefois Hayashi Harukatsu (3e fils de Razan)[4].
- 1er recteur (et Daigaku-no-kami): Hayashi Hōkō (1644-1732), autrefois Hayashi Nobuhatsu (fils de Gahō)[2].
- 2e recteur (et Daigaku-no-kami): Hayashi Ryūkō (1681-1758).
- 3e recteur (et Daigaku-no-kami): Hayashi Hōkoku (1721-1773).
- 4e recteur (et Daigaku-no-kami): Hayashi Hōtan (1761-1787).
- 5e recteur (et Daigaku-no-kami): Hayashi Kinpō (1767-1793), aussi connu sous les noms de Hayashi Kanjun ou Hayashi Nobutaka[5].
- 6e recteur et 8e Daigaku-no-kami): Hayashi Jussai (1768-1841), autrefois nommé Matsudaira Norihira, 3e fils de Matsudaira Norimori, daimyo du domaine d'Iwamura—Norihira est adopté par la famille Hayashi lorsque Kimpō/Kanjun meurt sans héritiers ; ce qui explique la politique étrangère de l'empereur Kōkaku en 1804[6]. Aussi connu sous les noms de Hayashi Jitsusai[7] ou Hayashi Kō[5].
- 7e recteur (et Daigaku-no-kami): Hayashi Teiu (1791-1844).
- 8e recteur (et Daigaku-no-kami): Hayashi Sōkan (1828-1853).
- 9e recteur (et Daigaku-no-kami): Hayashi Akira (1800-1859), aussi connu sous le nom de Hayashi Fukusai, négociateur en chef de la délégation lors de la signature de la convention de Kanagawa[8].
- 10e recteur (et Daigaku-no-kami): Hayashi Gakusai (1833-1906), autrefois Hayashi Noboru, chef de l'académie en 1867.

### Élèves notables
- Saitō Chikudō (1815-1852)

## Histoire de l'institution après 1871

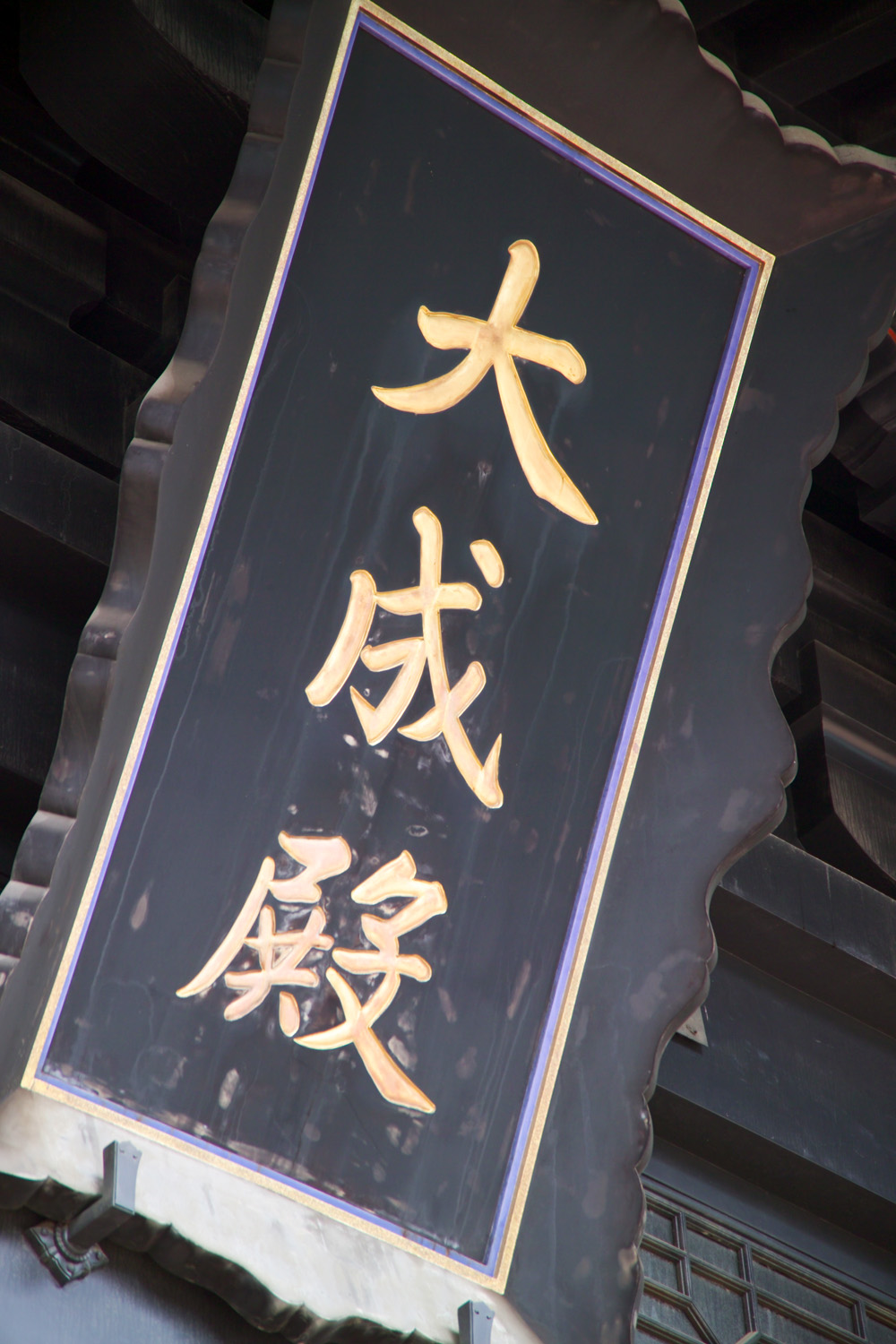
Panneau du Taiseiden au Yushima Seido reconstruit.

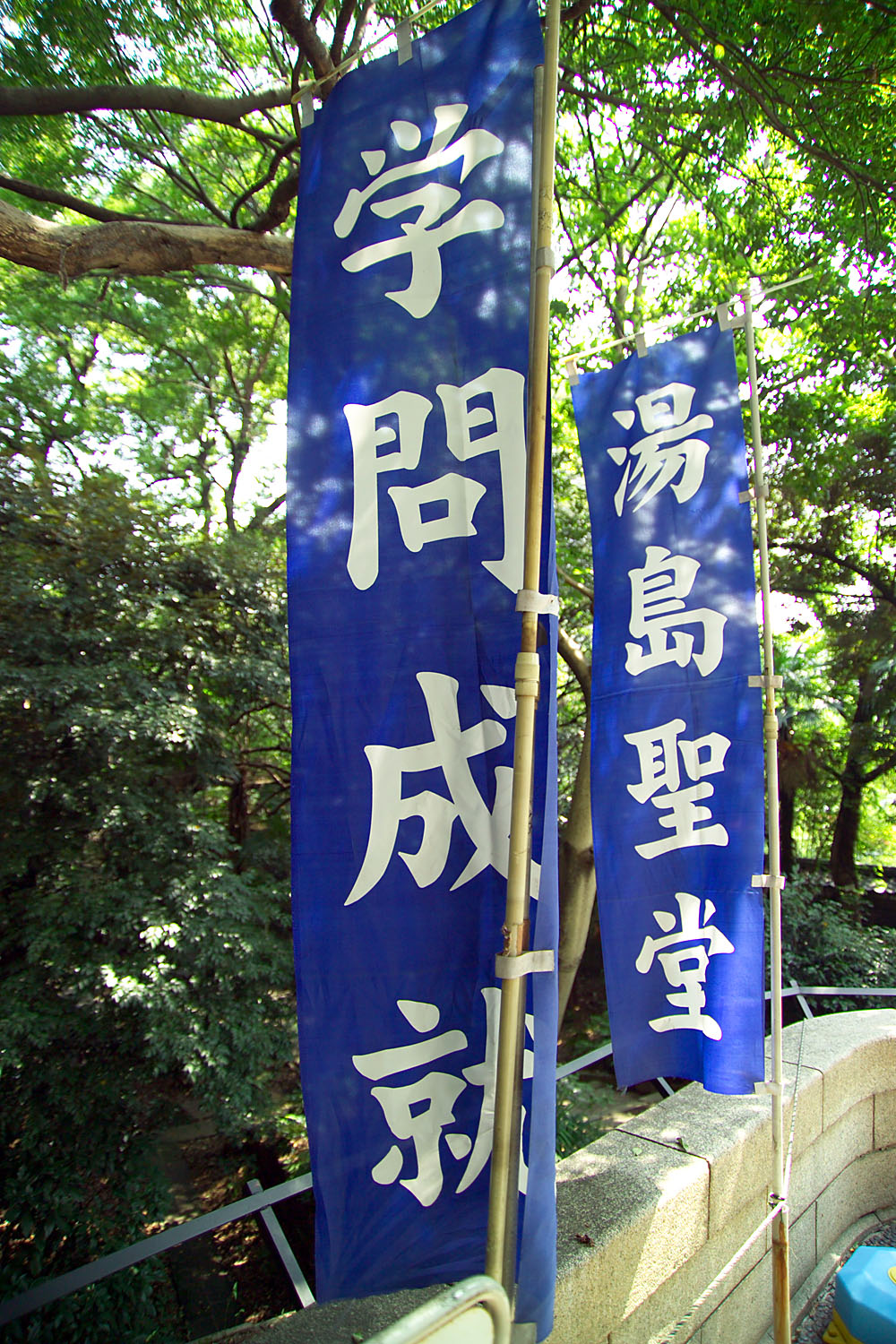
Drapeau marquant l'entrée du Yushima Seidō reconstruit.

Après la restauration de Meiji, le Yushima Seidō est temporairement partagée entre plusieurs institutions, comme le ministère de l'Éducation, le musée national de Tokyo, et l'ancêtre de l'actuelle université de Tsukuba et de l'université d'Ochanomizu (qui est aujourd'hui sur un autre emplacement mais conserve le terme Ochanomizu dans son nom).
L'école est occupée par l'université de médecine et d'odontologie de Tokyo.
Les couleurs principales du Taiseiden d'origine seraient vraisemblablement le rouge vermillon et le vert-de-gris. Après avoir été détruit plusieurs fois, le Taiseiden est reconstruit en 1799 dans le même style que le temple confucéen de Mito, principalement peint en noir. Le bâtiment survit jusqu'à l'ère Meiji et est désigné site historique national en 1922, juste avant d'être détruit par le grand séisme de 1923 de Kantō un an plus tard. L'actuel Taiseiden, dessiné par Itō Chūta, possède une structure en béton armé.
À l'intérieur du bâtiment se trouve la plus grande statue au monde de Confucius, donnée en 1975 par le Lions Clubs de Taipei (Taïwan). S'y trouvent également les statues des quatre Sages : Yan Hui, Zengzi, Zi Si et Mencius.
Dans les années 1971, le Taiseiden sert de décor à Monkey (série télévisée) (en) de la Nippon Television.
Avec le Yushima Tenman-gū, le Yushima Seidō est le lieu de culte où les étudiants japonais se rendent pour prier à la réussite de leur examens.